# Obere Maxlraineralm
Die Obere Maxlraineralm liegt im Spitzingseegebiet unterhalb des Taubensteins auf der 1.520 m Höhe.

## Geschichte
Die Obere Maxlraineralm als Teil der Maxlraineralm gehörte ursprünglich zum Schloss Maxlrain und wurde früher Taubensteinalm genannt. Die Hütte ist mithilfe der Taubensteinbahn vom Spitzingsee aus zu erreichen. Zu Fuß dauert die Strecke von der Talstation der Taubensteinbahn ca. 2,5 Stunden.

## Touristik

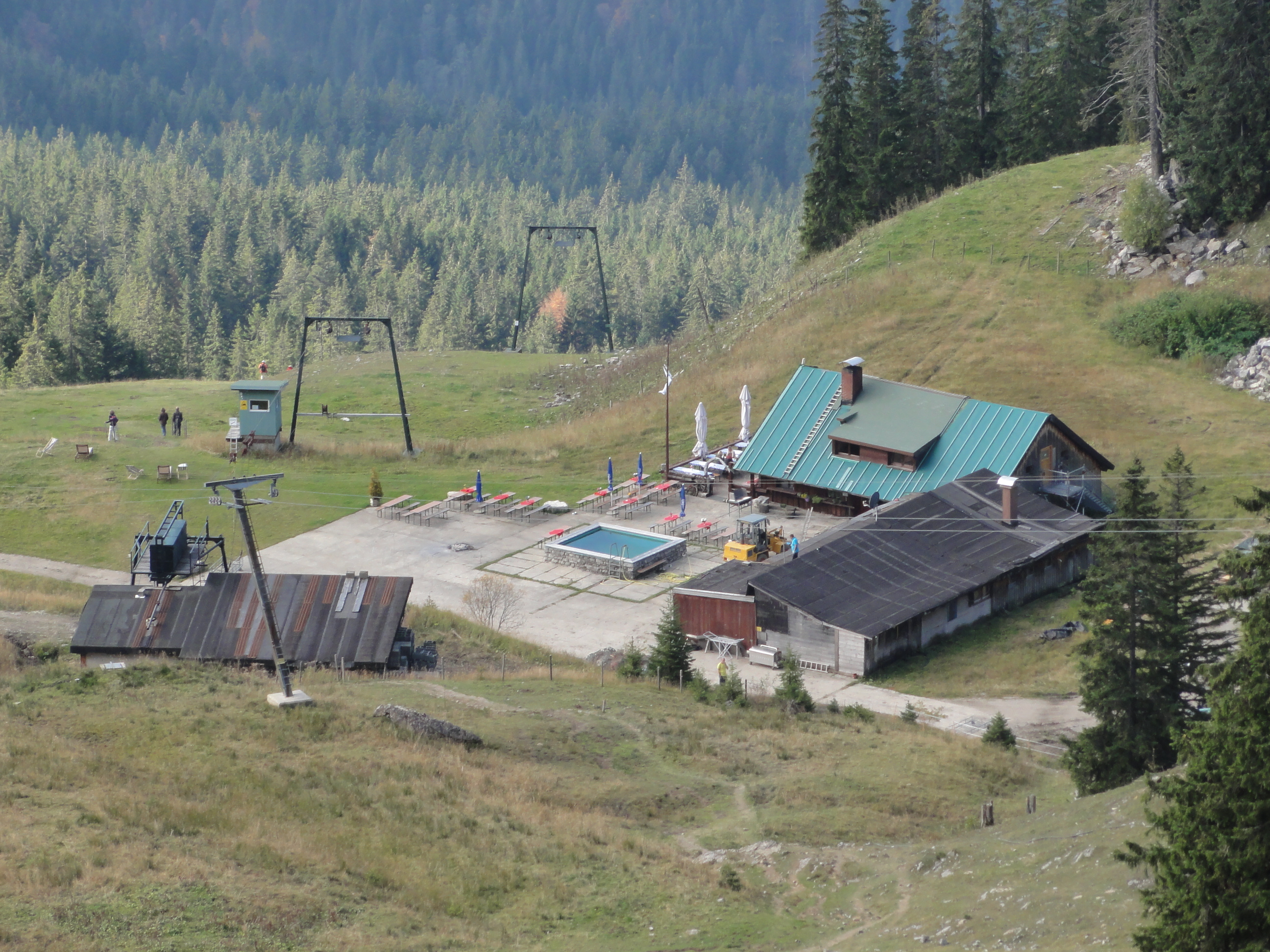
Obere Maxlraineralm vom Taubenstein aus gesehen

Seit 2019 wurde die Alm durch neuen Besitzer erneuert und saniert. Es verfügt unter anderem über einen Außenpool und privaten Skilift und eine Ski- und Rodelpiste. Insgesamt bietet die Alm Übernachtungsplätze für ca. 50. Personen. Die Gastronomie wird ebenfalls durch den neuen Besitzer betrieben.